# Pobres habrá siempre
Pobres habrá siempre es una película de Argentina en blanco y negro dirigida por Carlos Borcosque según su propio guion basado en la novela homónima de Luis Horacio Velázquez que se estrenó el 27 de noviembre de 1958 y que tuvo como protagonistas a Daira Ceriani, Domingo Alzugaray, Nieves Ibar y Isidro Fernán Valdez.

## Sinopsis
Ambientada en 1935, los obreros de un frigorífico fundan un sindicato y se rebelan contra el maltrato de su patrón.

## Reparto
Intervinieron en el filme los siguientes intérpretes:
- Daira Ceriani …Gisela Mazeiskas
- Domingo Alzugaray …Héctor José Olmos
- Nieves Ibar …Carola
- Isidro Fernán Valdez …Glaco Chuno
- Norberto Aroldi …Carabajal
- Jorge Rivera López …Eduardo Sandoval
- Jorge Villalba …Gregorio Olmos
- Darío Perkins
- Guillermo Bredeston …Manuel
- María Luisa Goldoni
- Hugo Llanos …Laurencio Monteros
- Andrés Balmelli
- Ernesto Nogués …Rafael Suárez
- Elisa Ladow …Operaria
- Roberto Bordoni …Stanley
- Armando Lopardo
- Martín Resta
- Víctor Catalano
- Mario Chávez
- Alejandro Zeitlin
- José Jala
- E. García del Río
- Carmen Quinteros
- Roberto Paz
- Francisco Lizzio
- Hugo Mancini
- José Betanín
- Jorge Pirillo
- Jorge Brain
- Francisco Mendolia
- Guillermo Witte
- Noemí Schiavonne
- Richard Duggan
- José Rivas
- Daniel Roca
- Carlos Abel Caso
- Betty Money
- Hugo Loyácono
- Roberto Germán …Médico

## Comentarios
Nicolás Mancera opinó:

”Una película con muchos errores cuyo tema le da auténtico valor.”

Roland dijo:

”Solvencia en la realización técnica…debilidad narrativa.”

Por su parte Manrupe y Portela escriben:

”Insólita aproximación de Borcosque a lo sindical, cargado de sentimentalismos sin acertar en el tono correcto. Una rareza.”